# L'Homme qui aimait les fesses
L'Homme qui aimait les fesses (フースケ風雲禄, Fûsuke Fuunroku) est un seinen manga constitué de vingt-et-une histoires courtes d'Osamu Tezuka, prépubliées dans le magazine Weekly Manga Sunday de l'éditeur Jitsugyo no Nihon Sha entre mai 1970 et juin 1970 puis publiées en un volume. La version française a été éditée en un volume par FLBLB en janvier 2012.

## Publication
Le manga fut réédité par Kōdansha dans la collection des Œuvres complètes de Tezuka en deux volumes reliés en avril 1978 et mai 1978 puis au format bunko en un volume en mars 2010

### Liste des volumes
| no | Japonais       | Japonais          | Français        | Français          |
| no | Date de sortie | ISBN              | Date de sortie  | ISBN              |
| --- | -------------- | ----------------- | --------------- | ----------------- |
| 1 | 12 mars 2010   | 978-4-06-373748-6 | 23 octobre 2012 | 978-2-35761-047-7 |
| Liste des chapitres : - Histoire 1 - Vivent les pecks ! - Histoire 2 - Ces femmes qui hurlent à la lune - Histoire 3 - Le réveillon de noël - Histoire 4 - Pas de caution ! - Histoire 5 - MINUS and Co - Histoire 6 - Phallomancie - Histoire 7 - Pétrus le gentleman - Histoire 8 - Les géants et les jouets - Histoire 9 - Des goûts peu communs - Histoire 10 - Les tribulations de Fûsuke - Histoire 11 - Les renardes - Histoire 12 - Foutez-moi le camp !! - Histoire 13 - Voyage au temps des divinités - Histoire 14 - Double suicide à Shinagawa - Histoire 15 - Histoire de tortue - Histoire 16 - Sexodus - Histoire 17 - La déesse de la défaite - Histoire 18 - La ligne d'oubli - Histoire 19 - Pourquoi Apollo 12 a sombré dans l'alcool - Histoire 20 - En désespoir de cause - Histoire 21 - L'archipel nudiste |                |                   |                 |                   |

### Édition japonaise
Kōdansha (Bunko)
1. 1 2  (ja) « Tome 1 ».

### Édition française
FLBLB
1. 1 2  (fr) « Tome 1 ».